# Tipula (Lunatipula) klytaimnestra
Tipula (Lunatipula) klytaimnestra is een tweevleugelige uit de familie langpootmuggen (Tipulidae). De soort komt voor in het Palearctisch gebied.